# Dianthus superbuschinensis
Dianthus superbuschinensis är en nejlikväxtart som beskrevs av Yong No Lee. Dianthus superbuschinensis ingår i släktet nejlikor, och familjen nejlikväxter. Inga underarter finns listade i Catalogue of Life.